# Poliche (film, 1929)
Pour les articles homonymes, voir Poliche.
Poliche (Der Narr seiner Liebe) est un film allemand réalisé par Olga Tchekhova et sorti en 1929.

## Fiche technique
- Titre original : Der Narr seiner Liebe
- Réalisation : Olga Tchekhova
- Scénario : Léonce Perret, Carl Heinz Jarosy d'après la pièce Poliche de Henry Bataille
- Musique : Artur Guttmann
- Directeur de la photographie : Franz Planer
- Producteurs : Olga Tchekhova, Léonce Perret
- Production :  Tschechowa Film
- Distributeur : Gaumont-Franco Film-Aubert
- Pays : Allemagne  République de Weimar
- Date de sortie : août 1929

## Distribution
- Michael Tchekhov : Didier Mireuil - Poliche
- Dolly Davis : Rosette von Rinck
- Alice Roberts : Pauline Laub
- Oreste Bilancia : Lecointe
- Marion Gerth : la fille du maire
- Otto Wallburg : le maire
- Ekkehard Arendt (en) : Roger Saint-Vast
- Olga Tchekhova
- Gunnar Tolnæs
- Eva Speyer